# Liste der Baudenkmäler in Gräfrath
Die Liste der Baudenkmäler in Gräfrath enthält die denkmalgeschützten Bauwerke auf dem Gebiet von Solingen-Gräfrath, Stadtbezirk Gräfrath, in Nordrhein-Westfalen (Stand: 1. Juli 2022). Diese Baudenkmäler sind in der Denkmalliste der Stadt Solingen eingetragen; Grundlage für die Aufnahme ist das Denkmalschutzgesetz Nordrhein-Westfalen (DSchG NRW).

## Baudenkmäler
| Bild                   | Bezeichnung                                                | Lage | Beschreibung | Bauzeit                                               | Eingetragen seit                    | Denkmal- nummer |
| ---------------------- | ---------------------------------------------------------- | --- | --- | ----------------------------------------------------- | ----------------------------------- | --------------- |
| weitere Bilder         | Werkstattgebäude                                           | Gräfrath Am Graben 10 Karte                                                                                   | Eingeschossiges Nebengebäude in Fachwerkbauweise mit verbretterten Fassaden und Satteldach | 19. Jahrhundert                                       | 10. September 1986                  | 644             |
| weitere Bilder         | Wohnhaus                                                   | Gräfrath Am Graben 11 Karte                                                                                   | Zweigeschossiges, teils verschiefertes, teils verbrettertes Fachwerkhaus mit Satteldach | 18. Jahrhundert                                       | 30. November 1984                   | 245             |
| weitere Bilder         | Wohnhaus                                                   | Gräfrath Am Wall 4, 6 Karte                                                                                   | Zweigeschossiger, traufenständiger Fachwerkhauskomplex mit Putzsockel und Satteldach | 18. Jahrhundert                                       | 27. November 1984                   | 226             |
| weitere Bilder         | Wappenstein                                                | Gräfrath gegenüber Am Wall 4/6 Karte                                                                          | in der Gartenmauer gegenüber Hausnummer 4, 6 | 1654                                                  | 13. Juni 1988                       | 869             |
| weitere Bilder         | Wohnhaus                                                   | Gräfrath Am Wall 7 Karte                                                                                      | Großes, zweigeschossiges und voll verschiefertes Wohnhaus | 1885                                                  | 30. November 1984                   | 270             |
| weitere Bilder         | Wohnhaus                                                   | Gräfrath Am Wall 12 Karte                                                                                     | Zweigeschossiges, giebelständiges, voll verschiefertes Fachwerkhaus mit Putzsockel und Satteldach | 18. Jahrhundert                                       | 30. November 1984                   | 246             |
| weitere Bilder         | ehem. Bandesmühle                                          | Gräfrath Bandesmühle 1 Karte                                                                                  | Zweigeschossiges, giebelständiges Fachwerkhaus mit Krüppelwalmdach als Teil der Hofanlage |                                                       | 27. November 1984                   | 180             |
| weitere Bilder         | Wohnhaus                                                   | Gräfrath Buscher Feld 32 Karte                                                                                | Zweigeschossiges, traufenständiges, teils verputztes Fachwerkhaus mit Satteldach in halbgeschlossener Bauweise, zur Hofschaft Busch gehörig                                                                                       |                                                       | 9. Juli 1986                        | 636             |
| weitere Bilder         | Wohnhaus                                                   | Gräfrath Buscher Feld 34 Karte                                                                                | Zweigeschossiges, traufenständiges, teils verputztes Fachwerkhaus mit hohem Putzsockel und Satteldach, errichtet in halbgeschlossener Bauweise, zur Hofschaft Busch gehörig                                                       |                                                       | 9. Juli 1986                        | 637             |
| weitere Bilder         | Wohnhausgruppe                                             | Gräfrath Buscher Feld 38, 40, 42 Karte                                                                        | Großer, zweigeschossiger Fachwerkhauskomplex, errichtet auf L-förmigem Grundriss mit Putzsockel und Satteldach, zur Hofschaft Busch gehörig                                                                                       |                                                       | 7. Juli 1986                        | 638             |
| weitere Bilder         | Wohnhaus                                                   | Gräfrath Buxhaus 5 Karte                                                                                      | Zweigeschossiges, traufenständiges, verschiefertes Fachwerkhaus mit Satteldach, zur Hofschaft Buxhaus gehörig |                                                       | 27. Dezember 1984                   | 461             |
| weitere Bilder         | Doppelwohnhaus                                             | Gräfrath Buxhaus 6, 8 Karte                                                                                   | Zweigeschossiger, traufenständiger Fachwerkhauskomplex, teils in Sichtfachwerk ausgeführt, teils verputzt mit Satteldächern, zur Hofschaft Buxhaus gehörig                                                                        |                                                       | 27. Dezember 1984                   | 462             |
| weitere Bilder         | Doppelwohnhaus                                             | Gräfrath Christinaweg 3 Christinaweg 3a Karte                                                                 | Zweigeschossiger, traufenständiger, teilweise verschieferter und verbretterter Fachwerkhauskomplex, zur Hofschaft I. Stockdum gehörig                                                                                             | 18. Jahrhundert                                       | 28. September 1984 25. Oktober 1984 | 131 132         |
| weitere Bilder         | Wohnhaus                                                   | Gräfrath Christinaweg 5, 7 Karte                                                                              | Teilweise verschiefertes, traufenständiges Fachwerk-Reihenhaus, zur Hofschaft I. Stockdum gehörig | 18. Jahrhundert                                       | 26. Oktober 1984                    | 134             |
| weitere Bilder         | Wohnhaus                                                   | Gräfrath Christinaweg 14 Karte                                                                                | Kleines zweigeschossiges, traufenständiges, teils verschiefertes Fachwerkhaus mit Satteldach in 3:2 Fensterachsen, zur Hofschaft I. Stockdum gehörig                                                                              | 18. Jahrhundert                                       | 25. Oktober 1984                    | 136             |
| weitere Bilder         | Wohnhaus                                                   | Gräfrath Eipaßstraße 86a Karte                                                                                | Zweigeschossiges, traufenständiges Schieferhaus mit Krüppelwalmdach, zur Hofschaft Eipaß gehörig |                                                       | 6. November 1984                    | 287             |
| weitere Bilder         | Wohnhaus                                                   | Gräfrath Flockertsholz 3 Karte                                                                                | Zweigeschossiges, traufenständiges Schieferhaus in 4:4 Achsen mit Putzsockel und hohem Satteldach, zur Hofschaft Flockertsholz gehörig                                                                                            |                                                       | 25. Februar 1985                    | 262             |
| weitere Bilder         | Scheune / Stall                                            | Gräfrath Flockertsholz 5 Karte                                                                                | Scheune / Stall zu Nr. 3 |                                                       | 25. Februar 1985                    | 262             |
| weitere Bilder         | Wohnhaus                                                   | Gräfrath Focher Dahl 17, 19 Karte                                                                             | Großes, zweigeschossiges Fachwerkhaus in 2:3 Achsen mit hohem Satteldach, teils mit Schieferverkleidung, zur Hofschaft Focher Dahl gehörig                                                                                        |                                                       | 14. Dezember 1984                   | 179             |
| weitere Bilder         | Wohnhaus                                                   | Gräfrath Fürkeltrath 3, 5, 5a Karte                                                                           | Großer, zweigeschossiger, teils verschieferter Fachwerkhauskomplex mit Putzsockel und Satteldach, zur Hofschaft Fürkeltrath gehörig ohne neuen Treppenhausanbau                                                                   |                                                       | 16. Oktober 1985                    | 625             |
| weitere Bilder         | Wohnhaus                                                   | Gräfrath Fürkeltrath 38 Karte                                                                                 | Kleines Wohnhaus in Fachwerkbauweise |                                                       | 22. Januar 1985                     | 498             |
| weitere Bilder         | Wohnhaus                                                   | Gräfrath Fürkeltrath 39 Karte                                                                                 | Fachwerkhauskomplex |                                                       | 22. Januar 1985                     | 499             |
| weitere Bilder         | Wohnhaus                                                   | Gräfrath Garnisonstraße 1, 3 Karte                                                                            | Verschachtelter, zweigeschossiger, verschieferter Fachwerkhauskomplex und Hinterhof der Hausnummern 1, 3 | 18. Jahrhundert                                       | 29. Januar 1985                     | 35              |
| weitere Bilder         | Wohn- und Geschäftshaus                                    | Gräfrath Garnisonstraße 2 Karte                                                                               | Zweigeschossiges, im Obergeschoss verschiefertes Fachwerk-Traufenhaus mit Ladeneinbau | zwischen 1796 und 1830                                | 27. November 1984                   | 186             |
| weitere Bilder         | Wohnhaus                                                   | Gräfrath Garnisonstraße 4 Karte                                                                               | Zweigeschossiges, im Obergeschoss verschiefertes Fachwerk-Traufenhaus | zwischen 1796 und 1830                                | 27. November 1984                   | 187             |
| weitere Bilder         | Wohnhaus                                                   | Gräfrath Garnisonstraße 5 Karte                                                                               | Zweigeschossiges, teils verschiefertes, teils querverbrettertes Fachwerk-Traufenhaus | 18. Jahrhundert                                       | 18. April 1986                      | 633             |
| weitere Bilder         | Wohnhaus                                                   | Gräfrath Garnisonstraße 7 Karte                                                                               | Zweigeschossiges, frontseitig teils verschiefertes und verbrettertes Fachwerk-Giebelhaus | Anfang 18. Jahrhundert                                | 30. November 1984                   | 271             |
| weitere Bilder         | Wohnhaus                                                   | Gräfrath Garnisonstraße 9 Karte                                                                               | Großvolumiger, zweigeschossiger Fachwerkhauskomplex mit verschachteltem Grundriss und Satteldach | 18. Jahrhundert                                       | 27. November 1984                   | 181             |
| weitere Bilder         | Wohnhaus                                                   | Gräfrath Garnisonstraße 12 Karte                                                                              | Zweigeschossiges, verschiefertes Fachwerk-Traufenhaus mit Satteldach in halbgeschlossener Bauweise | 18. Jahrhundert                                       | 27. November 1984                   | 182             |
| weitere Bilder         | Wohnhaus                                                   | Gräfrath Garnisonstraße 14 Karte                                                                              | Zweigeschossiges, verschiefertes Fachwerk-Traufenhaus mit Satteldach in halbgeschlossener Bauweise | 18. Jahrhundert                                       | 26. Oktober 1984                    | 139             |
| weitere Bilder         | Wohnhaus                                                   | Gräfrath Garnisonstraße 16, 18 Karte                                                                          | Zweigeschossiges, verschiefertes Fachwerk-Traufenhaus mit Satteldach in halbgeschlossener Bauweise | 18. Jahrhundert                                       | 25. Oktober 1984                    | 125             |
| weitere Bilder         | Wohnhaus                                                   | Gräfrath Garnisonstraße 19 Karte                                                                              | Dreigeschossiges, voll verschiefertes Fachwerk-Traufenhaus mit Satteldach | 1. Drittel 19. Jahrhundert                            | 27. November 1984                   | 184             |
| weitere Bilder         | ehemaliges Wirtschaftsgebäude                              | Gräfrath Garnisonstraße 19a Karte                                                                             | Zweigeschossiges, voll verschiefertes Fachwerk-Traufenhaus mit Satteldach, im Hinterhof von Hausnummer 19 gelegen | 19. Jahrhundert                                       | 27. November 1984                   | 183             |
| weitere Bilder         | ehem. Gaststätte                                           | Gräfrath Garnisonstraße 23 Karte                                                                              | Zweigeschossiges, in Teilen verschiefertes Fachwerk-Traufenhaus mit Satteldach | 18. Jahrhundert                                       | 27. November 1984                   | 229             |
| weitere Bilder         | Wohnhaus                                                   | Gräfrath Garnisonstraße 25 Karte                                                                              | Zweigeschossiges, traufenständiges Schieferhaus in drei Achsen mit Dreiecksgiebel über der Mittelachse, Putzsockel und Krüppelwalmdach                                                                                            | nach 1830                                             | 30. November 1984                   | 249             |
| weitere Bilder         | ehemaliger Transformatorenturm                             | Gräfrath Garnisonstraße 26 Karte                                                                              | Kleiner Turmbau mit Putzfassade, breitem Unterbau und quadratischem Turmaufbau mit Zeltdach | 1924/1925                                             | 15. Juni 1998                       | 983             |
| weitere Bilder         | Wohnhaus                                                   | Gräfrath Garnisonstraße 27 Karte                                                                              | Zweigeschossiges, massives Wohnhaus im Stil der italienischen Renaissance | 1890                                                  | 30. November 1984                   | 250             |
| weitere Bilder         | Wohnhaus                                                   | Gräfrath Garnisonstraße 36 Karte                                                                              | Zweigeschossiges, giebelständiges Schieferhaus mit Krüppelwalmdach | um 1900                                               | 27. November 1984                   | 178             |
| weitere Bilder         | Wohnhaus                                                   | Gräfrath Garnisonstraße 48 Karte                                                                              | Zweigeschossiger Putzbau mit schlichter, imitierter Werksteinfassade in fünf Achsen mit Walmdach auf L-förmigem Grundriss | um 1835                                               | 27. November 1984                   | 251             |
| weitere Bilder         | Wohnhaus                                                   | Gräfrath Gartenstraße 19 Karte                                                                                | Zweigeschossiges Fachwerkgiebelhaus in 4:3 Achsen mit Natursteinsockel und steilem Satteldach, zur Hofschaft Untenflachsberg gehörig                                                                                              |                                                       | 29. November 1984                   | 252             |
| weitere Bilder         | Altes Gräfrather Rathaus                                   | Gräfrath Wuppertaler Straße 160 (Georg-Meistermann-Platz) Karte                                               | Zweieinhalbgeschossiger Verwaltungsbau mit Turm im Bergischen Stil Kunstmuseum Solingen | 1907/1908                                             | 30. Oktober 1984                    | 269             |
| weitere Bilder         | ehemaliges evangelisches Pfarrhaus                         | Gräfrath Gerberstraße 1 Karte                                                                                 | Zweigeschossiges, verschiefertes Fachwerkhaus, an Haus Gräfrather Markt 11 c rückwärtig angeschlossen | 18. Jahrhundert                                       | 27. November 1984                   | 185             |
| weitere Bilder         | Hotel Gräfrather Hof                                       | Gräfrath Gerberstraße 2 Karte                                                                                 | Zweieinhalbgeschossiger Putzbau im Neubergischen Stil, an Haus In der Freiheit 48 angebaut | 1930                                                  | 27. November 1984                   | 176             |
| weitere Bilder         | Hotel Gräfrather Hof                                       | Gräfrath Gerberstraße 4, 6 Karte                                                                              | Zweigeschossiger Putzbau mit Krüppelwalmdach im Neubergischen Stil | 1930                                                  | 27. November 1984                   | 177             |
| weitere Bilder         | Wohnhaus                                                   | Gräfrath Gerberstraße 15 Karte                                                                                | Zweigeschossiges, traufenständiges Schieferhaus in halbgeschlossener Bauweise | um 1885                                               | 27. November 1984                   | 217             |
| weitere Bilder         | Wohnhaus                                                   | Gräfrath Gerberstraße 17 Karte                                                                                | Zweigeschossiges, traufenständiges Schieferhaus in halbgeschlossener Bauweise | um 1885                                               | 30. November 1984                   | 273             |
| weitere Bilder         | Wohnhaus                                                   | Gräfrath Gerberstraße 20 Karte                                                                                | Zweigeschossiges, traufenständiges Schieferhaus mit seitlichem, eingeschossigem Anbau | 2. Viertel 19. Jahrhundert                            | 30. Oktober 1984                    | 266             |
| weitere Bilder         | Brunnen                                                    | Gräfrath Gräfrather Markt Karte                                                                               | | ursprünglich 1730, 1957 nachgebildet                  | 30. Oktober 1984                    | 268             |
| weitere Bilder         | Wohnhauskomplex                                            | Gräfrath Gräfrather Markt 1 Karte                                                                             | Voll verschieferter Gebäudekomplex bestehend aus drei hintereinander liegenden Giebelhäusern | 18. Jahrhundert                                       | 23. Oktober 1984                    | 92              |
| weitere Bilder         | Wohnhaus                                                   | Gräfrath Gräfrather Markt 3 Karte                                                                             | Zweigeschossiges Schiefergiebelhaus in fünf Achsen | 18. Jahrhundert                                       | 27. November 1984 20. April 2011    | 216             |
| weitere Bilder         | Wohn- und Geschäftshaus                                    | Gräfrath Gräfrather Markt 4 Karte                                                                             | Zweigeschossiges Schiefergiebelhaus in vier Achsen, rückwärtig Bruchsteinmauerwerk | Ende 17. Jahrhundert / Anfang 18. Jahrhundert         | 27. November 1984                   | 215             |
| weitere Bilder         | Wohn- und Geschäftshaus                                    | Gräfrath Gräfrather Markt 5 Karte                                                                             | Zweigeschossiges traufenständiges Schieferhaus in vier Achsen mit verschieferter Dachgaube | 1. Hälfte 18. Jahrhundert                             | 27. November 1984                   | 214             |
| weitere Bilder         | Wohnhaus                                                   | Gräfrath Gräfrather Markt 6 Karte                                                                             | Zweigeschossiges Schiefergiebelhaus in vier Achsen | um 1700                                               | 16. Oktober 1984                    | 90              |
| weitere Bilder         | Gaststättengebäude Kaffeehaus                              | Gräfrath Gräfrather Markt 7 Karte                                                                             | Zweigeschossiges traufenständiges Schieferhaus in vier Achsen mit Zwerchhaus | Anfang 18. Jahrhundert                                | 9. Oktober 1984                     | 67              |
| weitere Bilder         | Wohnhaus                                                   | Gräfrath Gräfrather Markt 9 Karte                                                                             | Zweigeschossiges, traufenständiges Schieferhaus in drei Achsen | 18. Jahrhundert                                       | 11. Oktober 1988                    | 879             |
| weitere Bilder         | Gaststättengebäude Eiscafé                                 | Gräfrath Gräfrather Markt 10 Karte                                                                            | Zweigeschossiges, traufenständiges Schieferhaus mit Zwerchhaus und Ladeneinbau (nach 1850) | 18. Jahrhundert                                       | 9. Oktober 1984                     | 50              |
| weitere Bilder         | Wohn- und Geschäftshaus                                    | Gräfrath Gräfrather Markt 11 Karte                                                                            | Zweigeschossiges, traufenständiges Schieferhaus in drei Achsen mit verschieferter Dachgaube | 18. Jahrhundert                                       | 30. November 1984                   | 275             |
| weitere Bilder         | Küsterhaus                                                 | Gräfrath Gräfrather Markt 11a Karte                                                                           | Rückwärtig an Hausnummer 11 angebautes, zweigeschossiges verschiefertes Giebelhaus | 18. Jahrhundert                                       | 30. November 1984                   | 274             |
| weitere Bilder         | Wohnhaus                                                   | Gräfrath Gräfrather Markt 11c Karte                                                                           | Rückwärtig an Hausnummer 11a angebautes, zweigeschossiges Schieferhaus in Sichtfachwerk | 18. Jahrhundert                                       | 30. November 1984                   | 276             |
| weitere Bilder         | Wohnhaus                                                   | Gräfrath Gräfrather Markt 11d Karte                                                                           | Zweigeschossiges Fachwerkhaus, eine bauliche Einheit mit dem Gebäude Gerberstraße 1 | 18. Jahrhundert                                       | 29. November 1984                   | 253             |
| weitere Bilder         | evangelische Kirche                                        | Gräfrath Gräfrather Markt 12 Karte                                                                            | Schlichter, rechteckiger Putzbau mit Walmdach und barockem Dachreiter | 1688                                                  | 27. November 1984                   | 213             |
| weitere Bilder         | Brunnenhäuschen                                            | Gräfrath Gütchen (vor Haus Nr. 14 am Rand des Wendehammers, überwuchert von einem Kirschlorbeerstrauch) Karte | |                                                       | 12. Februar 1985                    | 505             |
| weitere Bilder         | Wohnhaus                                                   | Gräfrath Hauffstraße 9 Karte                                                                                  | Zweigeschossiges, traufenständiges Fachwerkhaus mit Knaggen in halbgeschlossener Bauweise, zur Hofschaft Nümmen gehörig | 17. Jahrhundert                                       | 27. November 1984                   | 212             |
| weitere Bilder         | Wohnhaus                                                   | Gräfrath Hauffstraße 13 Karte                                                                                 | Zweigeschossiges, traufenständiges Fachwerkhaus in halbgeschlossener Bauweise, zur Hofschaft Nümmen gehörig |                                                       | 29. November 1984                   | 254             |
| weitere Bilder         | Wohnhaus                                                   | Gräfrath Hauffstraße 15 Karte                                                                                 | Zweigeschossiges, traufenständiges Schieferhaus, freistehend, zur Hofschaft Nümmen gehörig |                                                       | 27. November 1984                   | 211             |
| weitere Bilder         | Wohnhaus                                                   | Gräfrath Hauffstraße 17 Karte                                                                                 | Eingeschossiges, traufenständiges Fachwerkhaus, freistehend, zur Hofschaft Nümmen gehörig |                                                       | 30. November 1984                   | 277             |
| weitere Bilder         | Wohnhaus                                                   | Gräfrath Hauffstraße 19, 19a Karte                                                                            | Zweigeschossiges Schieferdoppelhaus, bestehend aus giebelständigem Haupthaus und traufenständigem Nebengebäude, zur Hofschaft Nümmen gehörig                                                                                      |                                                       | 10. Dezember 1984                   | 278             |
| weitere Bilder         | Haus Grünewald                                             | Gräfrath Haus Grünewald 1–15 Karte                                                                            | Verschieferte Gebäudeanlage im Bergischen Stil mit großflächigem Landschaftsgarten | 1817/1824, 2. Hälfte 19. Jahrhundert (Verschieferung) | 1. Oktober 1998                     | 986             |
| weitere Bilder         | Haus Grünewald                                             | Gräfrath Haus Grünewald 6 Karte                                                                               | Forsthaus Wirtschaftsgebäude Taubenhaus |                                                       | 21. September 1998                  | 985             |
| weitere Bilder         | Wohnhaus                                                   | Gräfrath Heider Hof 46 Karte                                                                                  | Zweigeschossiges, traufenständiges Schieferhaus in 5 Achsen mit Putzsockel und Satteldach |                                                       | 30. November 1984                   | 255             |
| weitere Bilder         | Wohnhaus                                                   | Gräfrath Holleweg 7, 9 Karte                                                                                  | Zweigeschossiges traufenständiges Doppelhaus, teils in Bruchstein (Hausnummer 9) und in Fachwerkbauweise (Hausnummer 7), zur Hofschaft Nümmen gehörig                                                                             |                                                       | 29. November 1984                   | 256             |
| weitere Bilder         | Wohnhaus                                                   | Gräfrath Holleweg 30, 30a Karte                                                                               | Zweigeschossiges giebelständiges Fachwerkhaus mit verbretterten Giebelfeldern, zur Hofschaft Nümmen gehörig |                                                       | 30. November 1984                   | 279             |
| weitere Bilder         | Villa                                                      | Gräfrath In der Freiheit 2 Karte                                                                              | Zweigeschossiges traufenständiges Schieferhaus mit Elementen des Neubergischen Stils und des Schweizer Stils in parkartigem Grundstück                                                                                            | 1887                                                  | 6. November 1984                    | 164             |
| weitere Bilder         | Pavillon                                                   | Gräfrath In der Freiheit 2 Karte                                                                              | Im parkartigen Garten der Villa gelegener, maurischer Gartenpavillon | 1887                                                  | 6. November 1984                    | 164             |
| weitere Bilder         | Villa                                                      | Gräfrath In der Freiheit 10 Karte                                                                             | Zweigeschossiges Schieferhaus im Schweizer Landhausstil | 1885                                                  | 30. November 1984                   | 280             |
| weitere Bilder         | ehemalige Werkstatt                                        | Gräfrath In der Freiheit 12 Karte                                                                             | Eingeschossiges traufenständiges Schieferhaus | 19. Jahrhundert                                       | 29. November 1984                   | 257             |
| weitere Bilder         | Wohnhaus                                                   | Gräfrath In der Freiheit 14 Karte                                                                             | Zweigeschossiger, traufenständiger Putzbau in kubischer Bauform mit Fassadenschmuck im Renaissancestil | 1886                                                  | 7. Juli 1986                        | 640             |
| weitere Bilder         | Fabrikgebäude                                              | Gräfrath In der Freiheit 14a Karte                                                                            | Eingeschossiger, traufenständiger Ziegelbau | 19. Jahrhundert                                       | 7. Juli 1986                        | 641             |
| weitere Bilder         | Wohnhaus                                                   | Gräfrath In der Freiheit 20 Karte                                                                             | Zweigeschossiges traufenständiges Scheiferhaus in halbgeschlossener Bauweise | Mitte 18. Jahrhundert                                 | 14. November 1984                   | 175             |
| weitere Bilder         | Restaurantgebäude                                          | Gräfrath In der Freiheit 24 Karte                                                                             | Zweigeschossiges traufenständiges Schieferhaus in halbgeschlossener Bauweise | Ende 18. Jahrhundert                                  | 27. November 1984                   | 208             |
| weitere Bilder         | Wohnhaus                                                   | Gräfrath In der Freiheit 25 Karte                                                                             | Zweigeschossiges traufenständiges Schieferhaus mit Putzsockel und Krüppelwalmdach | um 1820                                               | 27. November 1984                   | 210             |
| weitere Bilder         | Restaurantgebäude                                          | Gräfrath In der Freiheit 26 Karte                                                                             | Zweigeschossiges traufenständiges Schieferhaus in halbgeschlossener Bauweise | Ende 18. Jahrhundert                                  | 27. November 1984                   | 209             |
| weitere Bilder         | Operationshaus Augenarzt Friedrich Hermann de Leuw         | Gräfrath In der Freiheit 27 Karte                                                                             | Eingeschossiger, traufenständiger Putzbau mit hohem Putzsockel im neoromanischen Stil | 1859                                                  | 30. November 1984                   | 281             |
| weitere Bilder         | Wohn- und Geschäftshaus                                    | Gräfrath In der Freiheit 28 Karte                                                                             | Zweigeschossiges, traufenständiges Schieferhaus mit Dachgaube und Ladeneinbau im Erdgeschoss | nach 1737                                             | 9. Oktober 1984                     | 34              |
| weitere Bilder         | Wohn- und Geschäftshaus                                    | Gräfrath In der Freiheit 31 Karte                                                                             | Zweigeschossiges, giebelständiges Schieferhaus mit Ladeneinbau im Erdgeschoss | 18. Jahrhundert                                       | 7. Juli 1986                        | 639             |
| weitere Bilder         | Wohn- und Geschäftshaus                                    | Gräfrath In der Freiheit 39 Karte                                                                             | Zweigeschossiges, giebelständiges Schieferhaus in halbgeschlossener Bauweise mit Ladeneinbau im Erdgeschoss | 18. Jahrhundert                                       | 27. Juni 2011                       | 1036            |
| weitere Bilder         | Wohn- und Geschäftshaus                                    | Gräfrath In der Freiheit 40 Karte                                                                             | Zweigeschossiges, traufenständiges Schieferhaus mit Ladeneinbau im Erdgeschoss | 18. Jahrhundert                                       | 27. November 1984                   | 207             |
| weitere Bilder         | Wohn- und Geschäftshaus                                    | Gräfrath In der Freiheit 41 Karte                                                                             | Zweigeschossiges, giebelständiges Schieferhaus in halbgeschlossener Bauweise mit Ladeneinbau im Erdgeschoss | 18. Jahrhundert                                       | 30. November 1984                   | 282             |
| weitere Bilder         | Restaurantgebäude                                          | Gräfrath In der Freiheit 42 Karte                                                                             | Zweigeschossiges, traufenständiges Schieferhaus in halbgeschlossener Bauweise | 18. Jahrhundert                                       | 13. Mai 1993                        | 258             |
| weitere Bilder         | Wohnhaus                                                   | Gräfrath In der Freiheit 44 Karte                                                                             | Zweigeschossiges, traufenständiges Schieferhaus in halbgeschlossener Bauweise mit Dachgaube | 18. Jahrhundert                                       | 18. September 1984                  | 23              |
| weitere Bilder         | Wohnhaus                                                   | Gräfrath In der Freiheit 46 Karte                                                                             | Zweigeschossiges, traufenständiges Schieferhaus in geschlossener Bauweise | 18. Jahrhundert                                       | 29. November 1984                   | 259             |
| weitere Bilder         | Wohnhaus                                                   | Gräfrath In der Freiheit 47 Karte                                                                             | Zweigeschossiges, freistehendes, giebelständiges Schieferhaus mit Ladeneinbau im Erdgeschoss | 18. Jahrhundert                                       | 18. September 1984                  | 16              |
| weitere Bilder         | Wohnhaus                                                   | Gräfrath In der Freiheit 47a Karte                                                                            | Zweigeschossiges, giebelständiges Fachwerkhaus im Hinterhof des Gebäudes In der Freiheit 47 | 18. Jahrhundert                                       | 30. November 1984                   | 283             |
| weitere Bilder         | Hotel Gräfrather Hof                                       | Gräfrath In der Freiheit 48 Karte                                                                             | Dreigeschossiger, traufenständiger Putzbau im Neubergischen Stil als bereichsprägendes Bauwerk im Süden des Gräfrather Marktes | 1930                                                  | 14. November 1984                   | 174             |
| weitere Bilder         | Wohnhaus                                                   | Gräfrath Kirchtreppe 1 Karte                                                                                  | Zweigeschossiges, traufenständiges Schieferhaus in halbgeschlossener Bauweise | 18. Jahrhundert                                       | 14. November 1984                   | 173             |
| weitere Bilder         | Wohnhaus                                                   | Gräfrath Kirchtreppe 2 Karte                                                                                  | Zweigeschossiges, giebelständiges Schieferhaus | 19. Jahrhundert                                       | 28. Juli 1987                       | 798             |
| weitere Bilder         | Wohnhaus                                                   | Gräfrath Kirchtreppe 3 Karte                                                                                  | Zweigeschossiges, traufenständiges Schieferhaus in halbgeschlossener Bauweise | 18. Jahrhundert                                       | 12. November 1984                   | 172             |
| weitere Bilder         | Wohnhaus                                                   | Gräfrath Kirchtreppe 4 Karte                                                                                  | Zweigeschossiges, giebelständiges Schieferhaus mit hohem Putzsockel | 1. Hälfte 18. Jahrhundert                             | 25. Oktober 1984                    | 121             |
| weitere Bilder         | Wohnhaus                                                   | Gräfrath Kirchtreppe 5 Karte                                                                                  | Zweigeschossiges, traufenständiges Schieferhaus, Doppelwohnhaus mit Baudenkmal 221, Täppken 1 | 18. Jahrhundert                                       | 12. November 1984                   | 170             |
| weitere Bilder         | Wohnhaus                                                   | Gräfrath Kirchtreppe 6 Karte                                                                                  | Zweigeschossiges, traufenständiges Schieferhaus, vorderer südlicher Teil des verwinkelten Komplexes der Hausnummern 6, 6a, 8 | 18. Jahrhundert                                       | 21. Januar 1986                     | 170             |
| weitere Bilder         | Wohnhaus                                                   | Gräfrath Kirchtreppe 6a Karte                                                                                 | Zweigeschossiges, traufenständiges, teils verschiefertes Fachwerkhaus, rückwärtiger Anbaudes verwinkelten Komplexes der Hausnummern 6, 6a, 8                                                                                      | 18. Jahrhundert                                       | 27. November 1984                   | 206             |
| weitere Bilder         | Wohnhaus                                                   | Gräfrath Kirchtreppe 8 Karte                                                                                  | Zweigeschossiges, traufenständiges Schieferhaus, vorderer nördlicher Teil des verwinkelten Komplexes der Hausnummern 6, 6a, 8 | 18. Jahrhundert                                       | 20. Februar 1986                    | 626             |
| weitere Bilder         | Grabplatte                                                 | Gräfrath neben Kirchtreppe 8 Karte                                                                            | Die Grabplatte steht vor der rechtwinklig zur Fassade des Hauses verlaufenden hohen Immunitätsmauer des ehem. Klosters, wird vom üppigen Besatz des kleinen Vorgartens im Sommerhalbjahr aber nahezu vollständig verdeckt         | 18. Jahrhundert                                       | 27. November 1984                   | 227             |
| weitere Bilder         | katholisches Pfarrhaus                                     | Gräfrath Klosterhof 1, 3 Karte                                                                                | Zweigeschossiger, traufenständiger Putzbau im historistischen Stil | 1902                                                  | 27. November 1984                   | 205             |
| weitere Bilder         | Wohnhaus                                                   | Gräfrath Klosterhof 2 Karte                                                                                   | Zweigeschossiges, traufenständiges Schieferhaus mit Zwerchhaus im Neubergischen Stil | um 1900                                               | 30. Oktober 1984                    | 267             |
| weitere Bilder         | ehemaliges Kloster Gräfrath, heute Deutsches Klingenmuseum | Gräfrath Klosterhof 4 Karte                                                                                   | Zweigeschossiger Putzbau mit Mansarddach im Barockstil | 1686/1704                                             | 28. September 1984                  | 80              |
| weitere Bilder         | Herz-Jesu-Kloster                                          | Gräfrath Klosterhof 5 Karte                                                                                   | Zweigeschossiger, traufenständiger Putzbau mit Mansarddach im historistischen Stil | 1900                                                  | 27. November 1984                   | 204             |
| weitere Bilder         | katholische Kirche                                         | Gräfrath Klosterhof 6 Karte                                                                                   | Steinerne, barocke Hallenkirche mit Dachreiter im Barockstil | 13. Jahrhundert (Portal), 1717                        | 2. Oktober 1984                     | 28              |
| weitere Bilder         | Wohnhaus                                                   | Gräfrath Klosterhof 7 Karte                                                                                   | Zweigeschossiges giebelständiges Fachwerkhaus, an das Herz-Jesu-Kloster westlich angebaut | 1. Hälfte 18. Jahrhundert                             | 27. November 1984                   | 225             |
| weitere Bilder         | Wohnhaus                                                   | Gräfrath Külf 21 Karte                                                                                        | Zweigeschossiges Fachwerkgebäude mit verwinkeltem Grundriss und Satteldach, eine bauliche Einheit mit Külf 23, 25, zur Hofschaft Külf gehörig                                                                                     |                                                       | 16. Oktober 1984                    | 75              |
| weitere Bilder         | Wohnhaus                                                   | Gräfrath Külf 23 Karte                                                                                        | Zweigeschossiges Fachwerkgebäude mit verwinkeltem Grundriss und Satteldach, eine bauliche Einheit mit Külf 21, 25, zur Hofschaft Külf gehörig                                                                                     |                                                       | 29. Januar 1985                     | 59              |
| weitere Bilder         | Wohnhaus                                                   | Gräfrath Külf 25 Karte                                                                                        | Zweigeschossiges Fachwerkgebäude mit verwinkeltem Grundriss und Satteldach, eine bauliche Einheit mit Külf 21, 23, zur Hofschaft Külf gehörig                                                                                     |                                                       | 16. Oktober 1984                    | 76              |
| weitere Bilder         | Doppelhaus                                                 | Gräfrath Küllersberg 1a, 1b Karte                                                                             | Zweigeschossiges traufenständiges Doppelhaus, teils in Fachwerk, teils als Ziegelbau ausgebildet | 1. Viertel 19. Jahrhundert                            | 30. Oktober 1984                    | 263             |
| weitere Bilder         | Wohnhaus                                                   | Gräfrath Küllersberg 2 Karte                                                                                  | Zweigeschossiges, traufenständiges Schieferhaus in halbgeschlossener Bauweise | 18. Jahrhundert                                       | 30. November 1984                   | 237             |
| weitere Bilder         | Wohn- und Geschäftshaus                                    | Gräfrath Küllersberg 3 Karte                                                                                  | Dreigeschossiges, giebelständiges Schieferhaus mit Ladeneinbau und verputzter Straßenfassade | 18. Jahrhundert                                       | 30. November 1984                   | 236             |
| weitere Bilder         | Wohnhaus                                                   | Gräfrath Küllersberg 4 Karte                                                                                  | Zweigeschossiges, traufenständiges Schieferhaus mit Dachgaube und Dreieicksgiebel in geschlossener Bauweise | 18. Jahrhundert                                       | 30. November 1984                   | 238             |
| weitere Bilder         | Wohnhaus                                                   | Gräfrath Küllersberg 6 Karte                                                                                  | Zweigeschossiges, traufenständiges Schieferhaus in geschlossener Bauweise | 18. Jahrhundert                                       | 30. November 1984                   | 239             |
| weitere Bilder         | Wohnhaus                                                   | Gräfrath Küllersberg 7 Karte                                                                                  | Zweigeschossiges, giebelständiges Schieferhaus | Ende 17. Jahrhundert/Anfang 18. Jahrhundert           | 30. November 1984                   | 240             |
| weitere Bilder         | Wohnhaus                                                   | Gräfrath Küllersberg 8 Karte                                                                                  | Zweigeschossiges, traufenständiges Schieferhaus in halbgeschlossener Bauweise | 18. Jahrhundert                                       | 9. Oktober 1984                     | 49              |
| weitere Bilder         | Wohnhaus                                                   | Gräfrath Lucasstraße 31, 31a Karte                                                                            | Zweigeschossiges, giebelständiges Fachwerkdoppelhaus mit Putzsockel und Satteldach, zur Hofschaft Obenscheidt gehörig |                                                       | 6. November 1984                    | 169             |
| evangelischer Friedhof | evangelischer Friedhof                                     | Gräfrath Lützowstraße                                                                                         | Grabstelle Hillers |                                                       | 27. November 1984                   | 228             |
| weitere Bilder         | ehem. Pfarrhaus Ketzberg                                   | Gräfrath Lützowstraße 97 Karte                                                                                | Zweigeschossiges, traufenständiges Schieferhaus mit Traufgesims, Putzsockel und Satteldach | 1868                                                  | 16. Oktober 1984                    | 72              |
| weitere Bilder         | Wohnhaus                                                   | Gräfrath Oben zum Holz 21 Karte                                                                               | Eingeschossiges Fachwerkhaus mit Natursteinsockel und Satteldach, zur Hofschaft Oben zum Holz gehörig |                                                       | 27. November 1984                   | 194             |
| weitere Bilder         | Wohnhaus                                                   | Gräfrath Oben zum Holz 51 Karte                                                                               | Zweigeschossiges Fachwerkhaus mit hohem Satteldach, Teil des Doppelhauses Oben zum Holz 51, 53, zur Hofschaft Oben zum Holz gehörig Gebäude ist wegen Sanierung eingerüstet (04/2023)                                             |                                                       | 30. Oktober 1984                    | 261             |
| weitere Bilder         | Wohnhaus                                                   | Gräfrath Obenflachsberg 26 Karte                                                                              | Eingeschossiges Fachwerkhaus mit Satteldach und rückwärtigem Anbau, zur Hofschaft Obenflachsberg gehörig |                                                       | 18. April 1986                      | 634             |
| weitere Bilder         | Wohnhaus                                                   | Gräfrath Obenflachsberg 27 Karte                                                                              | Zweigeschossiges, traufenständiges Schieferdoppelhaus der Hausnummern 27, 28 mit Putzsockel und Satteldach, zur Hofschaft Obenflachsberg gehörig                                                                                  |                                                       | 6. November 1984                    | 188             |
| weitere Bilder         | Wohnhaus                                                   | Gräfrath Obenflachsberg 28 Karte                                                                              | Zweigeschossiges, traufenständiges Schieferdoppelhaus der Hausnummern 27, 28 mit Putzsockel und Satteldach, zur Hofschaft Obenflachsberg gehörig                                                                                  |                                                       | 6. November 1984                    | 189             |
| weitere Bilder         | Wohnhaus                                                   | Gräfrath Obenflachsberg 30 Karte                                                                              | Zweigeschossiges, traufenständiges Schieferhaus in halbgeschlossener Bauweise, zur Hofschaft Obenflachsberg gehörig |                                                       | 6. November 1984                    | 190             |
| weitere Bilder         | Wohnhaus                                                   | Gräfrath Obenflachsberg 44 Karte                                                                              | Zweigeschossiges, giebelständiges Schieferhaus mit Schleppdach-Anbau, zur Hofschaft Obenflachsberg gehörig |                                                       | 6. November 1984                    | 191             |
| weitere Bilder         | Wohnhaus                                                   | Gräfrath Obenflachsberg 57, 58 Karte                                                                          | Zweigeschossiges, traufenständiges Schieferdoppelhaus mit Putzsockel und Satteldach, zur Hofschaft Obenflachsberg gehörig |                                                       | 27. November 1984                   | 192             |
| weitere Bilder         | Wohnhaus                                                   | Gräfrath Obenketzberg 31 Karte                                                                                | Zweigeschossiges, traufenständiges Schieferhaus inklusive Bauernturm, zur Hofschaft Ketzberg gehörig |                                                       | 18. September 1984                  | 9               |
| weitere Bilder         | Wohnhaus                                                   | Gräfrath Obenketzberg 33 Karte                                                                                | Zweigeschossiges, teils verschiefertes Fachwerkhaus mit Satteldach, zur Hofschaft Ketzberg gehörig |                                                       | 27. November 1984                   | 193             |
| weitere Bilder         | Villa                                                      | Gräfrath Oberhaaner Straße 6 Karte                                                                            | Zweigeschossiges, traufenständiges Schieferhaus mit hohem Putzsockel und Freitreppe, die Fenster- und Türrahmungen im klassizistischen Stil gehalten                                                                              |                                                       | 27. November 1984                   | 218             |
| weitere Bilder         | Wohnhaus                                                   | Gräfrath Oberhaaner Straße 8 Karte                                                                            | Zweigeschossiges Schieferhaus mit Krüppelwalmdach |                                                       | 2. April 1985                       | 616             |
| weitere Bilder         | Wohnhaus                                                   | Gräfrath Rathland 28 Karte                                                                                    | Eingeschossiges, traufenständiges Fachwerkhaus mit Satteldach, zur Hofschaft Rathland gehörig |                                                       | 2. November 1995                    | 967             |
| BW                     | Wohnhaus                                                   | Gräfrath Rathland 30, 32 Karte                                                                                | Zweigeschossiger Fachwerkhauskomplex der Hausnummern 30, 32, 34, zur Hofschaft Rathland gehörig Gebäude ist eingerüstet (11/2022)                                                                                                 |                                                       | 2. November 1995                    | 968             |
| weitere Bilder         | Wohnhaus                                                   | Gräfrath Rathland 34 Karte                                                                                    | Zweigeschossiger Fachwerkhauskomplex der Hausnummern 30, 32, 34, zur Hofschaft Rathland gehörig |                                                       | 2. November 1995                    | 969             |
| weitere Bilder         | Wohnhaus                                                   | Gräfrath Schafenhaus 2, 4 Karte                                                                               | Zweigeschossiges, traufenständiges Schieferhaus mit Krüppelwalmdach, zur Hofschaft Schafenhaus gehörig |                                                       | 16. Oktober 1985                    | 624             |
| weitere Bilder         | Doppelwohnhaus                                             | Gräfrath Schieten 7, 8 Karte                                                                                  | Zweigeschossiges Schieferhaus mit Satteldach, zur Hofschaft Schieten gehörig |                                                       | 27. November 1984                   | 195             |
| weitere Bilder         | Wohn- und Geschäftshaus                                    | Gräfrath Schlagbaumer Straße 26, 26a, 26b Karte                                                               | Zweigeschossiges, traufenständiges Schieferhaus mit rückwärtigem Anbau sowie neuzeitlichen Ladeneinbau zur Schlagbaumer Straße, zur Hofschaft I. Stockdum gehörig                                                                 | um 1840/1850                                          | 21. März 1985                       | 614             |
| weitere Bilder         | Wohnhaus                                                   | Gräfrath Schlagbaumer Straße 28, 28a, 28b Karte                                                               | Zweigeschossiges, traufenständiges Schieferdoppelhaus in Hanglage mit talseitig freiliegendem Kellergeschoss in Bruchsteinmauerwerk, mit Traufgesims und Krüppelwalmdach; zur Hofschaft I. Stockdum gehörig                       | um 1830                                               | 23. Oktober 1984                    | 104             |
| weitere Bilder         | Wohnhaus                                                   | Gräfrath Schlagbaumer Straße 28c Karte                                                                        | Zweigeschossiges, traufenständiges Schieferhaus in Hanglage, ein Eingang an der südlichen Giebelseite und zwei Eingängen an der Traufseite, das verputzte Kellergeschoss talseitig freiliegend; zur Hofschaft I. Stockdum gehörig | um 1830                                               | 23. Oktober 1984                    | 105             |
| weitere Bilder         | ehemaliger Walder Wasserturm                               | Gräfrath Schlagbaumer Straße 125 Karte                                                                        | Dreigeschossiger Gebäudekomplex bestehend aus zentralem Rundbau mit Anbauten | um 1914                                               | 8. Dezember 1997                    | 978             |
| weitere Bilder         | Eckgebäude                                                 | Gräfrath Schlagbaumer Straße 185 Karte                                                                        | Dreigeschossiges Wohn- und Geschäftshaus der Gründerzeit mit zentraler, voll verschieferter Kuppel |                                                       | 23. Oktober 1984                    | 106             |
| weitere Bilder         | Wohnhaus                                                   | Gräfrath Steines 1 Karte                                                                                      | Kleines, querverbrettertes Reihen-Wohnhaus | 18. Jahrhundert                                       | 27. November 1984                   | 196             |
| weitere Bilder         | Wohnhaus                                                   | Gräfrath Steines 3 Karte                                                                                      | Kleines, querverbrettertes Reihen-Wohnhaus | 18. Jahrhundert                                       | 30. Oktober 1984                    | 264             |
| weitere Bilder         | Wohnhaus                                                   | Gräfrath Steines 5 Karte                                                                                      | Kleines, querverbrettertes Reihen-Wohnhaus | 18. Jahrhundert                                       | 30. Oktober 1984                    | 265             |
| weitere Bilder         | Wohnhaus                                                   | Gräfrath Steines 7 Karte                                                                                      | Kleines, querverbrettertes Reihen-Wohnhaus | 18. Jahrhundert                                       | 27. November 1984                   | 219             |
| weitere Bilder         | Wohnhaus                                                   | Gräfrath Steines 9 Karte                                                                                      | Kleines, querverbrettertes Reihen-Wohnhaus | 18. Jahrhundert                                       | 27. November 1984                   | 220             |
| weitere Bilder         | Wohnhaus                                                   | Gräfrath Steines 11 Karte                                                                                     | Kleines, querverbrettertes Reihen-Wohnhaus | 18. Jahrhundert                                       | 27. November 1984                   | 197             |
| weitere Bilder         | Wohnhaus                                                   | Gräfrath Stiftsgasse 10 Karte                                                                                 | Zweigeschossiges, voll verschiefertes Fachwerkhaus | 1. Hälfte 19. Jahrhundert                             | 27. November 1984                   | 198             |
| weitere Bilder         | Wohnhaus                                                   | Gräfrath Tannenstraße 6a Karte                                                                                | Zweigeschossiges freistehendes Fachwerkhaus im Garten hinter den Baudenkmälern Christinaweg 3 und 3a, zur Hofschaft I. Stockdum gehörig ehemals Christinaweg 3b                                                                   | 18. Jahrhundert                                       | 25. Oktober 1984                    | 133             |
| weitere Bilder         | Wohnhaus                                                   | Gräfrath Täppken 1 Karte                                                                                      | Zweigeschossiges, teils verschiefertes Fachwerkhaus mit charakteristischem Front-Ausbau, Doppelwohnhaus mit Baudenkmal 170, Kirchtreppe 5                                                                                         | 18. Jahrhundert                                       | 27. November 1984                   | 221             |
| weitere Bilder         | Eckgebäude                                                 | Gräfrath Täppken 3 Karte                                                                                      | Zweigeschossiges, verschiefertes Wohnhaus auf winkelförmigem Grundriss | 18. Jahrhundert                                       | 30. November 1984                   | 284             |
| weitere Bilder         | Wohnhaus                                                   | Gräfrath Täppken 4 Karte                                                                                      | Zweigeschossiges, traufenständiges Schieferhaus | 18. Jahrhundert                                       | 27. November 1984                   | 222             |
| weitere Bilder         | Wohnhaus                                                   | Gräfrath Täppken 5 Karte                                                                                      | Zweigeschossiges, giebelständiges Schieferhaus | 1. Viertel 19. Jahrhundert                            | 6. November 1984                    | 168             |
| weitere Bilder         | Wohnhaus                                                   | Gräfrath Täppken 6 Karte                                                                                      | Zweigeschossiges, verputztes Fachwerkhaus in halbgeschlossener Bauweise mit verschieferten Giebeln | 18. Jahrhundert                                       | 27. November 1984                   | 223             |
| weitere Bilder         | Wohnhaus                                                   | Gräfrath Täppken 7 Karte                                                                                      | Zweigeschossiges, traufenständiges Schieferhaus | 17. Jahrhundert                                       | 27. November 1984                   | 224             |
| weitere Bilder         | Wohnhaus                                                   | Gräfrath Täppken 8 Karte                                                                                      | Zweigeschossiges traufenständiges Schieferhaus | 18. Jahrhundert                                       | 25. Oktober 1984                    | 130             |
| weitere Bilder         | Wohnhaus                                                   | Gräfrath Täppken 9 Karte                                                                                      | Zweigeschossiges, traufenständiges Schieferhaus mit Anbau | 18. Jahrhundert, Anbau vor 1830                       | 30. November 1984                   | 242             |
| weitere Bilder         | Doppelwohnhaus                                             | Gräfrath Täppken 13/15 Karte                                                                                  | Zweigeschossiges, giebelständiges Schieferdoppelhaus mit hohem Satteldach | 1. Hälfte 18. Jahrhundert                             | 30. November 1984                   | 285             |
| weitere Bilder         | Wohnhaus                                                   | Gräfrath Täppken 14 Karte                                                                                     | Zweigeschossiges, giebelständiges Schieferhaus | Mitte 18. Jahrhundert                                 | 18. September 1984                  | 10              |
| weitere Bilder         | Wohnhaus                                                   | Gräfrath Täppken 16 Karte                                                                                     | Zweigeschossiges, im Erdgeschoss verbrettertes, sonst verschiefertes Fachwerkhaus | Mitte 18. Jahrhundert                                 | 30. November 1984                   | 286             |
| weitere Bilder         | Wohnhaus                                                   | Gräfrath Täppken 18 Karte                                                                                     | Zweigeschossiges, giebelständiges Schieferhaus | Mitte 18. Jahrhundert                                 | 30. November 1984                   | 243             |
| weitere Bilder         | Wohnhaus                                                   | Gräfrath Täppken 19 Karte                                                                                     | Zweigeschossiges, traufenständiges Schieferhaus in halbgeschlossener Bauweise | Mitte 18. Jahrhundert                                 | 23. Oktober 1984                    | 108             |
| weitere Bilder         | Wohnhaus                                                   | Gräfrath Täppken 20 Karte                                                                                     | Zweigeschossiges, giebelständiges Schieferhaus | 18. Jahrhundert                                       | 6. November 1984                    | 167             |
| weitere Bilder         | Wohnhaus                                                   | Gräfrath Täppken 21 Karte                                                                                     | Zweigeschossiges, traufenständiges Schieferhaus in halbgeschlossener Bauweise | 18. Jahrhundert                                       | 27. November 1984                   | 199             |
| weitere Bilder         | Wohnhaus                                                   | Gräfrath Täppken 23 Karte                                                                                     | Zweigeschossiges, traufenständiges Schieferhaus mit Zwerchhaus | 1. Hälfte 18. Jahrhundert                             | 30. November 1984                   | 244             |
| weitere Bilder         | Pumpe                                                      | Gräfrath Unten zum Holz 5 Karte                                                                               | |                                                       | 27. November 1984                   | 231             |
| weitere Bilder         | Botanischer Garten                                         | Gräfrath Vogelsang 2a Karte                                                                                   | einschließlich Tropenhaus | 1963                                                  | 16. Juni 2010                       | 1032            |
| weitere Bilder         | Villa                                                      | Gräfrath Walder Straße 6 Karte                                                                                | Zweigeschossige, voll verschieferte Villa im Schweizer Landhausstil | um 1902                                               | 27. November 1984                   | 200             |
| weitere Bilder         | Parkfriedhof Solingen                                      | Gräfrath Wuppertaler Straße 169 Karte                                                                         | Kommunalfriedhof |                                                       | 13. Juni 1985                       | 163             |
| weitere Bilder         | ehem. Gaststätte Tack Central                              | Gräfrath Wuppertaler Straße 19 Karte                                                                          | Zweigeschossiges, traufenständiges Schieferhaus | Anfang/Mitte 19. Jahrhundert                          | 27. November 1984                   | 201             |
| weitere Bilder         | Wohnhaus                                                   | Gräfrath Wuppertaler Straße 124, 124a Karte                                                                   | Zweigeschossiges, traufenständiges Schieferhaus; Geburtshaus des Schriftstellers Walther Schulte vom Brühl | 1824                                                  | 27. November 1984                   | 203             |
| weitere Bilder         | Wohnhaus                                                   | Gräfrath Wuppertaler Straße 233 Karte                                                                         | Zweigeschossiges, voll verschiefertes Wohnhaus mit hohem Putzsockel | 2. Viertel 19. Jahrhundert                            | 30. November 1984                   | 235             |
| weitere Bilder         | Wohnhaus                                                   | Gräfrath Wuppertaler Straße 235 Karte                                                                         | Zweigeschossiges, traufenständiges Schieferhaus mit winkelförmigem Grundriss | Mitte 18. Jahrhundert                                 | 6. November 1984                    | 165             |
| weitere Bilder         | Wohnhaus                                                   | Gräfrath Wuppertaler Straße 243a, 243b Karte                                                                  | Kleines, zweigeschossiges, teils verschiefertes Fachwerkhaus | Anfang 19. Jahrhundert                                | 30. November 1984                   | 234             |
| weitere Bilder         | Wohnhaus                                                   | Gräfrath Wuppertaler Straße 247 Karte                                                                         | Voll verschieferter Wohnhauskomplex | um 1825, Anbau etwa 1880 bis 1890                     | 6. November 1984                    | 166             |
| weitere Bilder         | Wohnhaus und Fabrikgebäude                                 | Gräfrath Wuppertaler Straße 249, 251 Karte                                                                    | Zweigeschossiger, traufenständiger Putzbau im Stil des Klassizismus mit angebautem, dreistöckigem Ziegelbau | um 1825 (ehem. Hotel), 1912 (Ziegelbau)               | 27. November 1984                   | 233             |

## Ehemalige Baudenkmäler
| Bild           | Bezeichnung              | Lage                                  | Beschreibung | Bauzeit | Eingetragen seit                                          | Denkmal- nummer |
| -------------- | ------------------------ | ------------------------------------- | --- | ------- | --------------------------------------------------------- | --------------- |
| weitere Bilder | Wohnhaus                 | Gräfrath Backesheide 2 Karte          | Eingeschossiges, größtenteils verschiefertes Fachwerkhaus mit Satteldach 29. Februar 2000 Teillöschung, nur die Haustür bleibt geschützt. Februar 2023: Diese erfüllte nach Aussage des Eigentümers, wie sich später ergab, die Schutzkriterien nicht und existiert inzwischen nicht mehr. |         | 28. Dezember 1984                                         | 433             |
| weitere Bilder | Wohnhaus                 | Gräfrath Buscher Feld 28, 30 Karte    | Zweigeschossiges Fachwerkhaus mit Anbau |         | 7. Juli 1986                                              | 635             |
| weitere Bilder | ehem. Wasserturm         | Gräfrath Lützowstraße 340 Karte       | | 1904    | 18. Januar 1985 ausgetragen am 4. Juli 1995               | ?               |
| weitere Bilder | Wohnhaus                 | Gräfrath Schafenhaus 1, 3 Karte       | Eingeschossiges, teils verkleidetes Fachwerkhaus |         | 16. Oktober 1985                                          | 623             |
| BW             | ehem. Gräfrather Bahnhof | Gräfrath Wuppertaler Straße 179 Karte | Empfangsgebäude inkl. Güterschuppen im Herbst 2011 abgerissen | 1887    | 9. Juni 1988 ausgetragen nach Gerichtsurteil im Jahr 2010 | 272             |